# نايجل مانسيل
نايجل مانسيل (بالإنجليزية: Nigel Mansell)‏ مواليد 8 أغسطس 1953 في المملكة المتحدة، هو سائق فورملا 1 بريطاني سابق بدأ مسيرته الاحترافية سنة 1980. حائز على بطولة العالم للفورملا 1. كان أول سباق له هو جائزة النمسا الكبرى 1980، حقق أول فوز له في جائزة بريطانيا الكبرى 1985. خاض خلال مسيرته 191 سباقاً فاز في 31 منها.

## سباقات شارك فيها
- لو مان 24 ساعة
- البطولة الأمريكية لسباق السيارات
- بطولة فورمولا 3 البريطانية

## بطولات حققها
- بطولة العالم للفورمولا 1
- جائزة بريطانيا الكبرى 1985
- جائزة أستراليا الكبرى 1994

## روابط خارجية
- نايجل مانسيل على موقع IMDb (الإنجليزية)
- نايجل مانسيل على موقع ميوزك برينز (الإنجليزية)
- نايجل مانسيل على موقع قاعدة بيانات الفيلم (الإنجليزية)
- نايجل مانسيل على موقع Racing-Reference.info (الإنجليزية)
- نايجل مانسيل على موقع DriverDB.com (الإنجليزية)